# Xanthorhoe xerodes
Xanthorhoe xerodes là một loài bướm đêm trong họ Geometridae.